# Sint-Mattheüskerk (Joure)
De Sint-Mattheüskerk is een kerkgebouw in Joure in de Nederlandse provincie Friesland.

## Beschrijving
In Westermeer stond een kerk die gewijd was aan Matteüs. Op de begraafplaats staat alleen nog de toren. Op een nieuwe plaats in Joure werd in 1837 een Waterstaatskerk gebouwd. In 1868 werd deze kerk al vervangen door een neoromaanse kerk naar plannen van H.J. Wennekers. De toren van vijf geledingen werd voorzien van een spits met frontalen.
In 1952 werd bij de bouw van de huidige kerk wegens geldgebrek de toren en de pastorie gehandhaafd. De driebeukige basilikale kerk in traditionalistische stijl werd gebouwd naar ontwerp van G.M. Leeuwenberg. De consecratie van de kerk in 1953 werd verricht door bisschop Bernardus Alfrink.
In 1912 werd een orgel van Albertus van Gruisen uit 1808 vervangen door een orgel van Harrie Winkels. Dit orgel is in 2010 buiten gebruik gesteld, nadat een nieuw orgel van de Gebr. Van Vulpen op de begane grond in het koor werd geplaatst. Het hoofdaltaar (1952), de doopvonten en de zilveren doopschaal zijn gemaakt door Leo Brom. De vijf gebrandschilderde ramen (1952) in het vijfzijdige apsis zijn vervaardigd door Joan Collette. De veertien kruiswegstaties dateren van voor 1837.
De kerk behoort sinds 2015 tot de 
Heilige Christoffel Parochie.